# Левая Материковая
Левая Материковая — река в России, протекает по Нижневартовскому району Ханты-Мансийского АО. Устье реки находится в 23 км по левому берегу реки Ларьёган. Длина реки составляет 13 км.

## Данные водного реестра
По данным государственного водного реестра России относится к Верхнеобскому бассейновому округу, водохозяйственный участок реки — Вах, речной подбассейн реки — бассейн притоков (Верхней) Оби от Васюгана до Ваха. Речной бассейн реки — (Верхняя) Обь до впадения Иртыша.